# سمت پنهان ماه (فیلم)
«سمت پنهان ماه» (انگلیسی: Far Side of the Moon) فیلمی در ژانر درام است که در سال ۲۰۰۳ منتشر شد.